# Cédric Djeugoué
Cédric Djeugoué (Moungo, 28 agosto 1992) è un calciatore camerunese, difensore dell'UMS Loum.